# Fábián Imre (költő)
Fábián Imre (Nagyszalonta, 1945. július 2. – Nagyvárad, 2005. április 15.) költő, folklorista, újságíró, könyvkiadó. Fábián Sándor öccse.

## Élete
A marosvásárhelyi pedagógiai főiskola elvégzése után a nagyszalontai Arany János Emlékmúzeum igazgatója (1969–71), majd a nagyváradi Fáklya című napilap belső munkatársa. Folklórfeldolgozásait és Arany-kutatásainak eredményét a napisajtó és a Művelődés, Utunk közölte; versekkel jelentkezett a Varázslataink (1974) és Hangrobbanás (1975) című antológiákban. Az Antologie de cultură populară bihoreană I. Balade című kötetben (Nagyvárad, 1979) bihari magyar népdalokat mutatott be.
1989-90-ben a Bihari Napló, majd a Kelet-Nyugat főszerkesztője volt a lap megszűntéig. 1992-ben megalapította a nagyváradi Literator kiadóvállalatot, s annak ügyvezetője lett. Eredeti népmesék Biharból című kötete 2001-ben jelent meg Nagyváradon, a könyv bemutatóját 2001. augusztus 17-én tartották a nagyváradi Lorántffy Zsuzsanna Református Egyházi Központban. Kiadóvállalatán keresztül is törekedett megmenteni a Partium néprajzi értékeit a következő nemzedékek számára.

## Művei
- Bihari gyermekmondókák; közzéteszi Faragó József, Fábián Imre; Kriterion, Bukarest, 1982
- Világszép asszony. Koczkás Sándor meséi; gyűjt., bev., jegyz. Fábián Imre; Kriterion, Bukarest, 1984
- Tündérkertben; Creangă, Bukarest, 1987
- Zöldike királyfi. Népmesék; gyűjt., közzéteszi Fábián Imre; Dacia, Cluj-Napoca, 1989
- A hajnal aranykulcsa. Zsuzsanna meséskönyve; Creangă, Bukarest, 1990
- Varázskör. Versek; Kriterion, Bukarest, 1990
- Gyónásom. Horváth Imrével beszélget Fábián Imre; Literatus, Nagyvárad, 1992
- Angyalok csókja; Literator, Nagyvárad, 1993
- Bihari népmondák; közzéteszi Faragó József és Fábián Imre; Literator, Nagyvárad, 1995
- Hagyományok a belényesi medencében; műsor Fábián Imre és sonkolyosi fiatalok gyűjtéséből összeáll., összekötő szöv., temetési paródia Mezey Tibor; Mezey Tibor, Nagyvárad, 1995
- Hol volt, hol nem volt; Literator, Nagyvárad, 1997
- Zöldike királyfi. Nagyszalontai népmesék; Literator, Nagyvárad, 1997
- Haza-út; Literator, Nagyvárad, 1999
- Bihari találós mesék, találós kérdések, mesetalányok; 2. bőv. kiad.; Literator, Nagyvárad, 1999
- Mesék és fabulák; Literator, Nagyvárad, 2000
- A Zerindi Képtár; szerk. Fábián Imre; Literator, Nagyvárad, 2000
- Colinde româneşti (Román kolindák); románra ford. Fábián Imre, szerk. Crăciun Parasca; Inspectoratul Pentru Cultura Bihor, Oradea, 2000
- Bihari népmondák; közzéteszi Faragó József, Fábián Imre; 2. bőv. kiad.; Literator, Nagyvárad, 2001
- Eredeti népmesék Biharból; Literator, Nagyvárad, 2001
- Tükör utca 11.; Literator, Nagyvárad, 2001
- Az otthon; Literator, Nagyvárad, 2003
- Babszem Jankó. Bihari népmesék; Literator, Nagyvárad, 2004
- Bihari gyermekmondókák; közzéteszi Faragó József, Fábián Imre; Literator, Nagyvárad, 2004
- Ki ölte meg Szatmáry doktort? Oknyomozati vádirat dokumentumok tükrében; szerk. Fábián Imre; Literator, Nagyvárad, 2005
- Mátkám; Literator, Nagyvárad, 2005